# اولدونیو موروک
اولدونیو موروک تپه‌ای است که در میانهٔ دشت‌های سانیا و دشت‌های اطراف فرودگاه بین‌المللی کلیمانجارو شمالی، در منطقهٔ های، در جاده موشی-آروشا قرار دارد. این تپه یک مکان مذهبی-آیینی برای مردمان ماسای در کنیا و تانزانیا است. بر روی این تپه هر بار بایستی همه گروه‌های سنی دوازده تا چهارده ساله ماسای جمع شده و نام خود را کسب کنند و از طریق این آیین جوانان به بزرگسالان جامعه می‌پیوندند. 